# Mysteriet paa Dominey Hall
Mysteriet paa Dominey Hall er en amerikansk stumfilm fra 1921 af George Melford.

## Medvirkende
- James Kirkwood, Sr. som Sir Everard Dominey / Leopold von Ragastein
- Ann Forrest som Rosamond Dominey
- Winter Hall
- Truly Shattuck
- Fontaine La Rue som Eiderstrom
- Alan Hale, Sr. som Gustave Seimann
- Bertram Johns som Dr. Eddy Pelham